# Boo'd Up
Singles de Ella Mai
Naked
(2017) Trip (en)
(2018)
Boo'd Up est un single de la chanteuse britannique Ella Mai. Publié le 20 février 2018 par les labels 10 Summers et Interscope Records, il fait partie du troisième EP de la chanteuse, Ready (en), et de son premier album Ella Mai (en). Il est nommé dans les catégories chanson de l'année et meilleure chanson R&B lors de la 61e cérémonie des Grammy Awards et est certifié quintuple platine aux États-Unis, platine au Canada et argent au Royaume-Uni.
Un remix en featuring avec Nicki Minaj et Quavo est publié le 4 juillet 2018. Celui-ci est certifié platine en Nouvelle-Zélande.

## Développement
Joelle James assure avoir écrit la première version de Boo'd Up en trente minutes, durant une session d'enregistrement dans un studio d'Atlantic Records en 2014. Six mois plus tard, elle rencontre les cadres du label pour leur présenter la chanson, que Mike Caren (en) apprécie. Elle travaille alors avec le rappeur Wale au développement de cette chanson jusqu'à ce qu'Atlantic Records décide de se retirer du projet.
Lorsque DJ Mustard commence à travailler avec Ella Mai sur son premier album, il demande à Joelle James de se joindre à eux pour l'écriture de chansons. Elle propose Boo'd Up qui est retenue et retravaillée pour correspondre à Ella Mai qui écrit le pont. Elle enregistre la chanson qui est en suite mixée par DJ Mustard.
Elle fait partie des six chansons qui composent le troisième EP d'Ella Mai, Ready (en), qui est publié le 22 février 2017. Boo'd Up est jouée dans les discothèques américaines et attire l'attention des internautes sur les réseaux sociaux, ce qui pousse la chanteuse à la publier comme single le 20 février 2018. Il s'agit du premier single extrait de son premier album studio Ella Mai (en) qui sort le 12 octobre 2018.

## Accueil critique
Boo'd Up occupe la dix-huitième place du classement des 100 meilleures chansons de l'année 2018 de Pitchfork.

## Classements et certifications
| Classement (2018)                   | Meilleure position |
| ----------------------------------- | ------------------ |
| Australie (ARIA)                    | 46                 |
| Canada (Hot 100)                    | 43                 |
| États-Unis (Hot 100)                | 5                  |
| États-Unis (Adult R&B)              | 1                  |
| États-Unis (Digital Songs)          | 4                  |
| États-Unis (Mainstream R&B/Hip-Hop) | 1                  |
| États-Unis (Pop Airplay)            | 28                 |
| États-Unis (R&B Songs (en))         | 1                  |
| États-Unis (R&B/Hip-Hop Airplay)    | 1                  |
| États-Unis (R&B/Hip-Hop Songs)      | 4                  |
| États-Unis (Radio Songs)            | 9                  |
| États-Unis (Rhythmic Songs)         | 3                  |
| États-Unis (Streaming Songs)        | 5                  |
| Irlande (IRMA)                      | 85                 |
| Nouvelle-Zélande (RMNZ)             | 8                  |
| Portugal (AFP)                      | 93                 |
| Royaume-Uni (UK Singles Chart)      | 52                 |
| Royaume-Uni (UK R&B Chart)          | 34                 |

| Classement (2018)                   | Position |
| ----------------------------------- | -------- |
| États-Unis (Hot 100)                | 15       |
| États-Unis (Adult R&B Songs)        | 2        |
| États-Unis (Digital Songs)          | 53       |
| États-Unis (Mainstream R&B/Hip-Hop) | 1        |
| États-Unis (R&B Songs)              | 2        |
| États-Unis (R&B/Hip-Hop Airplay)    | 1        |
| États-Unis (R&B/Hip-Hop Songs)      | 10       |
| États-Unis (Radio Songs)            | 22       |
| États-Unis (Rhythmic Songs)         | 16       |
| États-Unis (Streaming Songs)        | 21       |
| Classement (2019)                   | Position |
| États-Unis (Adult R&B Songs)        | 26       |
| États-Unis (R&B/Hip-Hop Airplay)    | 45       |

### Certifications
| Région | Certification | Ventes/Streams |
| --- | ------------- | -------------- |
| Canada (Music Canada) | Platine       | 80 000^        |
| États-Unis (RIAA) | 5 × Platine   | 5 000 000‡     |
| Royaume-Uni (BPI) | Argent        | 200 000‡       |
| *Ventes selon la certification ^Mise en rayon selon la certification xNon précisé par la certification ‡ventes/streaming selon la certification |               |                |

## Remix de Nicki Minaj et Quavo
Singles par Nicki Minaj
Bed
(2018) Fefe
(2018)
Singles par Quavo
Ghostbusters
(2018) No Brainer
(2018)
Le remix de Boo'd Up par Nicki Minaj et Quavo sort le 4 juillet 2018. Il reçoit un accueil mitigé.

### Classements hebdomadaires
| Classement (2018)                              | Meilleure position |
| ---------------------------------------------- | ------------------ |
| Belgique (Flandre Ultratip Bubbling Under 100) | 12                 |
| Belgique (Flandre Ultratop R&B/Hip-Hop)        | 12                 |
| Belgique (Wallonie Ultratip Bubbling Under 50) | Tip                |
| Nouvelle-Zélande (RMNZ)                        | 8                  |

### Certifications
| Région                                                                     | Certification | Ventes/Streams |
| -------------------------------------------------------------------------- | ------------- | -------------- |
| Nouvelle-Zélande (RMNZ)                                                    | Or            | 15 000‡        |
| xNon précisé par la certification ‡ventes/streaming selon la certification |               |                |